# Elektronska gustina
Elektronska gustina je je mera verovatnoće da će elektron biti prisutan u infinitezimalnom elementu prostora koji okružuje bilo koju datu tačku. To je skalarna veličina koja zavisi od tri prostorne promenljive i obično se označava ili kao {\displaystyle \rho ({\textbf {r}})} ili {\displaystyle n({\textbf {r}})}. Gustina je određena, kroz definiciju, normalizovanom talasnom funkcijom {\displaystyle N}-elektronskih talasa koja sama zavisi od {\displaystyle 4N} promenljivih ({\textstyle 3N} prostorne i {\displaystyle N}} spin koordinate). Nasuprot tome, gustina određuje talasnu funkciju po modulu do faktora faze, pružajući formalnu osnovu teorije funkcionalne gustine.
Prema kvantnoj mehanici, zbog principa neizvesnosti na atomskoj skali ne može se predvideti tačna lokacija elektrona, već samo verovatnoća da se on nalazi na datoj poziciji; stoga se elektroni u atomima i molekulima ponašaju kao da su „razmazani“ u prostoru. Za sisteme sa jednim elektronom, gustina elektrona u bilo kojoj tački je proporcionalna kvadratnoj magnitudi talasne funkcije.

## Pregled
U molekulima, regioni velike elektronske gustine se obično nalaze oko atoma i njegovih veza. U delokalizovanim ili konjugovanim sistemima, kao što su fenol, benzol i jedinjenja kao što su hemoglobin i hlorofil, elektronska gustina je značajna u čitavom regionu, odnosno, u benzenu se nalaze iznad i ispod planarnog prstena. Ovo se ponekad prikazuje dijagramski kao niz naizmeničnih jednostrukih i dvostrukih veza. U slučaju fenola i benzena, krug unutar šestougla pokazuje delokalizovanu prirodu jedinjenja. Ovo je prikazano ispod:
Mezomerne strukture fenola
U jedinjenjima sa višestrukim sistemima prstenova koji su međusobno povezani, ovo više nije tačno, te se koriste naizmenične jednostruke i dvostruke veze. U jedinjenjima kao što su hlorofil i fenol, neki dijagrami pokazuju tačkastu ili isprekidanu liniju koja predstavlja delokalizaciju oblasti gde je elektronska gustina veća pored pojedinačnih veza. Konjugovani sistemi ponekad mogu predstavljati regione u kojima se elektromagnetno zračenje apsorbuje na različitim talasnim dužinama, što dovodi do toga da jedinjenja izgledaju obojena. U polimerima, ove oblasti su poznate kao hromofori.
U kvantnim hemijskim proračunima, gustina elektrona, ρ(r), je funkcija koordinata r, definisanih tako da je ρ(r)dr broj elektrona u maloj zapremini dr. Za molekule sa zatvorenom ljuskom, {\displaystyle \rho (\mathbf {r} )} se može napisati u vidu zbira proizvoda baznih funkcija, φ:
{\displaystyle \rho (\mathbf {r} )=\sum _{\mu }\sum _{\nu }P_{\mu \nu }\phi _{\mu }(\mathbf {r} )\phi _{\nu }(\mathbf {r} )}
gde je P matrica gustine. Gustine elektrona se često prikazuju u smislu izopovršine (površine izogustine) sa veličinom i oblikom površine određenim vrednošću izabrane gustine, ili u smislu procenta ukupnih zatvorenih elektrona.
Softver za molekularno modelovanje često pruža grafičke slike elektronske gustine. Na primer, u anilinu (pogledajte sliku desno). Grafički modeli, uključujući elektronsku gustinu su uobičajeno korišćeno sredstvo u obrazovanju iz oblasti hemije. Na krajnjoj levoj slici anilina, visoke elektronske gustine povezane su sa ugljenicima i azotom, ali vodonici sa samo jednim protonom u jezgru nisu vidljivi. Ovo je razlog što difrakcija rendgenskih zraka teško locira položaje vodonika.
Većina softverskih paketa za molekularno modelovanje omogućava korisniku da odabere vrednost za elektronsku gustinu, koja se često naziva izovrednost. Deo softvera takođe dozvoljava specifikaciju elektronske gustine u smislu procenta ukupnih elektrona koji su zatvoreni. U zavisnosti od izovrednosti (tipične jedinice su elektroni po kubnom boru), ili procenta ukupnih obuhvaćenih elektrona, površina elektronske gustine se može koristiti za lociranje atoma, naglašavanje elektronske gustine povezane sa hemijskim vezama ili za označavanje ukupne veličine i oblika molekula.
Grafički, površina elektronske gustine takođe služi kao medijum na kome se mogu prikazati druga elektronska svojstva. Mapa elektrostatičkog potencijala (osobina elektrostatičkog potencijala mapirana na gustinu elektrona) daje indikator za raspodelu naelektrisanja u molekulu. Mapa lokalnog jonizacionog potencijala (osobina lokalnog jonizacionog potencijala preslikanog na elektronsku gustinu) daje indikator elektrofilnosti. A LUMO mapa (najniža nezauzeta molekularna orbita mapirana na gustinu elektrona) može da pruži indikator nukleofilnosti.